# Кривоносівська сільська рада (Золотоніський район)
Кривоно́сівська сільська́ ра́да — колишня адміністративно-територіальна одиниця та орган місцевого самоврядування в Золотоніському районі Черкаської області. Адміністративний центр — село Кривоносівка.

## Загальні відомості
- Населення ради: 762 особи (станом на 2001 рік)

## Населені пункти
Сільській раді були підпорядковані населені пункти:
- с. Кривоносівка

## Склад ради
Рада складалася з 14 депутатів та голови.
- Голова ради: Демчинська Тетяна Іванівна

### Керівний склад попередніх скликань
| Прізвище, ім'я, по батькові | Основні відомості                                                 | Дата обрання | Дата звільнення |
| --------------------------- | ----------------------------------------------------------------- | ------------ | --------------- |
| Демчинська Тетяна Іванівна  | Сільський голова, 1974 року народження, освіта вища, позапартійна | 26.03.2006   | 31.10.2010      |
| Демчинська Тетяна Іванівна  | Сільський голова, 1974 року народження, освіта вища, позапартійна | 31.10.2010   |                 |

Примітка: таблиця складена за даними сайту Верховної Ради України

### Депутати
За результатами місцевих виборів 2010 року депутатами ради стали:

#### За суб'єктами висування
| Суб'єкт висування               | Кількість обраних депутатів | %    |
| ------------------------------- | --------------------------- | ---- |
| Самовисування                   | 11                          | 78,6 |
| Партія регіонів                 | 2                           | 14,3 |
| Політична партія «Наша Україна» | 1                           | 7,1  |

#### За округами
| № округу                        | Прізвище, ім'я, по батькові     | Дата визнання обраним | Освіта  | Партійна приналежність                                        | Відомості про обраного депутата                 |
| ------------------------------- | ------------------------------- | --------------------- | ------- | ------------------------------------------------------------- | ----------------------------------------------- |
| Партія регіонів                 |                                 |                       |         |                                                               |                                                 |
| 8                               | Моторний Олександр Іванович     | 04.11.2010            | середня | член Партії регіонів                                          | СТОВ «Пальмира», тракторист                     |
| 13                              | Кучеренко Тетяна Іванівна       | 04.11.2010            | вища    | член Партії регіонів                                          | Кривоносівська сільська рада, головнийбухгалтер |
| Політична партія «Наша Україна» |                                 |                       |         |                                                               |                                                 |
| 3                               | Демчинська Катерина Петрівна    | 04.11.2010            | вища    | член Політичної партії «Наша Україна»                         | Кривоносівсь кийНВК, вчитель                    |
| Самовисування                   |                                 |                       |         |                                                               |                                                 |
| 1                               | Дігтяренко Валентина Іванівна   | 04.11.2010            | середня | позапартійна                                                  | тимчасово не працює                             |
| 2                               | Федина Людмила Іванівна         | 04.11.2010            | вища    | член Соціально-екологічної партії «Союз. Чорнобиль. Україна.» | Кривоносівська сільська рада, землевпорядник    |
| 4                               | Пуха Василь Петрович            | 04.11.2010            | вища    | позапартійний                                                 | тимчасово не працює                             |
| 5                               | Макаренко Олександр Миколайович | 04.11.2010            | середня | член Партії регіонів                                          | ПП «Макаренко», директор                        |
| 6                               | Пальоха Валерій Миколайович     | 04.11.2010            | середня | член Партії регіонів                                          | тимчасово не працює                             |
| 7                               | Дудченко Володимир Михайлович   | 04.11.2010            | вища    | позапартійний                                                 | Кривоносівський НВК, вчитель                    |
| 9                               | Курятник Ніна Миколаївна        | 04.11.2010            | середня | позапартійна                                                  | пенсіонер                                       |
| 10                              | Петросян Даар Вараздатович      | 04.11.2010            | середня | позапартійний                                                 | ПП «Петросян», директор                         |
| 11                              | Гриценко Іван Миколайович       | 04.11.2010            | середня | позапартійний                                                 | тимчасово не працює                             |
| 12                              | Коваленко Анатолій Миколайович  | 04.11.2010            | середня | позапартійний                                                 | ФГ «Урожай», директор                           |
| 14                              | Рибка Василь Васильович         | 04.11.2010            | середня | позапартійний                                                 | Сільськийбудинок культури, директор             |